# فاتح کندان
فاتح کندان (انگلیسی: Fatih Candan؛ زادهٔ ۳۰ دسامبر ۱۹۸۹) بازیکن فوتبال اهل آلمان است.
از باشگاه‌هایی که در آن بازی کرده‌است می‌توان به باشگاه فوتبال کاردمیر قره‌بوک‌اسپور اشاره کرد.